# Шестаковы
Шестако́вы (Шостаковы) — древний русский дворянский род.

## История
Всего существовало несколько старинных русских дворянских родов, разных по происхождению:
1. Восходит к концу XVII века, был записан в VI часть родословной книги Новгородской губернии;
2. Происходит от «капитана» Лаврентия Тимофеевича Шестакова (1685), род записан в VI часть родословной книги Владимирской губернии;
3. Берёт своё начало от Казарина Литвинова, после крещения названного Макарием; его сыну Фоме Макарьеву Шестакову, «за прямую его службу» царь Михаил Фёдорович  пожаловал поместье в Костромском уезде; его потомки служили воеводами, стольниками и др.. Этот род был записан в VI часть родословной книги Ярославской губернии, а их герб был внесён в III часть Общего Гербовника дворянских родов Российской империи;
4. Ещё один род происходит от рейтера Матвея Шестакова, и записан в VI часть родословной книги Смоленской губернии. Из этого рода происходил российский адмирал Иван Алексеевич Шестаков.

Также существует ещё несколько дворянских родов Шестаковых, более позднего происхождения.

## Описание герба
В щите имеющем красное поле, изображён серебряный Лебедь стоящий на траве. Щит увенчан обыкновенным Дворянским Шлемом с Дворянскою на нём Короною, на поверхности которой находится Лебедь. Намёт на щите красный, подложенный серебром.
— Лист 65 3-го тома «Общего Гербовника дворянских родов Всероссийской Империи»
Герб дворянского рода Шестаковых помещён во III часть Общего Гербовника Российской империи, стр. 65.

## Известные представители
- Шестаков Второй Иванович — подьячий, потом губной староста, воевода в Переславле-Залесском (1613—1616), Каргополе и Турчасове (1627—1628), Верхотурье ( 1631 и 1633—1634), Дмитрове (1642).
- Шестаковы: Иван и Андрей Фомины — стольники патриарха Филарета (1627—1629), московские дворяне (1640—1658).
- Шестаковы: Фома Казаринович, Кузьма Истомин, Кузьма Семёнович, Григорий Данилович и Григорий Богданович — московские дворяне (1627—1640).
- Шестаковы: Тимофей и Фёдор Яковлевичи, Степан Фомич, Степан Иванович, Григорий Алексеевич — московские дворяне (1658—1679)
- Шестаковы: Феоктист Алексеевич, Иван Григорьевич, Алексей Андреевич — стряпчие (1658—1692).
- Шестаковы: Иван Алексеевич, Григорий Иванович, Андрей Андреевич — стольники (1676—1692)[3][4].
- Шестаков Герасим Алексеевич (1756—1837) — генерал-майор, кавалер ордена Святого Георгия 3-й степени[1].
- Шестаков, Александр Павлович (1848—1903) — контр-адмирал.
- Шестаков, Иван Алексеевич (1820—1888) — адмирал.